# Monographis kraepelini
Monographis kraepelini är en mångfotingart som beskrevs av Carl Graf Attems 1907. Monographis kraepelini ingår i släktet Monographis och familjen penseldubbelfotingar.

## Underarter
Arten delas in i följande underarter:
- M. k. malayanus
- M. k. sabahnus